# Тамаруго
Тамаруго (лат. Prosopis tamarugo) — кустарник или небольшое дерево семейства Бобовые (Fabaceae), вид рода Прозопис.
Встречается в Чили. В естественных условиях растёт до высоты 2000 м над уровнем моря. Растение светолюбиво, может переносить заморозки до −3 °C −5 °C, не переносит снег. Большие территории на окраинах пустыни Атакамы были засажены тамаруго, чьи корни быстро достигают водоносного слоя. Когда растение надёжно приживется, его используют в качестве корма для овец.

## Интересный факт
Тамаругаль, пустынная равнина на севере Чили, получила такое название из-за кустарника тамаруго, который отражает первоначальное состояние ландшафтов — степи с зарослями тамаруга.